# Bethesda Softworks
Bethesda Softworks LLC är ett amerikanskt datorspelsföretag med säte i Rockville, Maryland. Företaget grundades år 1986 av Christopher Weaver som en division av Media Technology Limited och blev senare ett dotterbolag till Zenimax Media år 1999. Under de första femton åren utvecklade och publicerade företaget sina egna spel. År 2001 ändrades strukturen i företaget, Bethesda Softworks blev då endast ett förlag medan deras interna utvecklingsteam blev ett nytt dotterbolag, Bethesda Game Studios. I nuläget publicerar de även spel gjorda av Zenimax Online Studios, id Software, Arkane Studios, MachineGames, Tango Gameworks och BattleCry Studios.

## Historia

### Företagets namn och ursprung
Bethesda Softworks grundades år 1986 av Christopher Weaver i Bethesda, Maryland. Företaget var en division av Media Technology Limited, med Weaver som VD, som var en firma grundad av medlemmar från Architecture Machine Group vid Massachusetts Institute of Technology (MIT).
Bethesda Softworks president Vlatko Andonov minns att Weaver först ville namnge företaget "Softworks", men namnet var upptaget. "Så, vår grundare, sittandes vid sitt köksbord i Bethesda, bestämde sig efter mycket tänkande att lägga till Bethesda till Softworks [i namnet] och där har du det!"
Weaver formade företaget till ett som följde hans vision. Bethesda finansierades inte från utomstående parter, istället påstår Weaver att alla pengar som investerats fram till 1999 var hans egna. Innan Weaver skapade Bethesda arbetade han med "språkanalys, grafiskt gränssnitt och syntetiserade världar som folk nu kallar virtual reality" vid MIT. 
Han skapade Bethesda "för att se om datormarknaden var en livskraftig plats för att utveckla spel". Hans exekutiva roll och personliga engagemang gjorde att företaget blev ett nischföretag som "fortsatte att skriva om reglerna och uppfinna nya saker." Enligt journalisten Blancato var han en person "van vid att ha bra idéer". 

### 1986-1994: Gridiron!, Electronic Arts-rättegången, The Elder Scrolls
Bethesda Softworks anses ha skapat det första fysikbaserade sportspelet med Gridiron! som gavs ut till Atari ST, Commodore Amiga och Commodore 64/128 år 1986. De tidiga spelen fick respektabel kritik från spelrecensenter. Electronic Arts arbetade då med det första spelet i serien John Madden Football och anlitade Bethesda för att hjälpa till med utvecklingen. Samtidigt skaffade de distributionsrättigheterna för framtida upplagor av Gridiron!. Året efter slutade Bethesda arbeta på projektet och stämde EA på 7,3 miljoner dollar. Bethesda hävdade att EA stoppade släpp av nya Gridiron! samtidigt som de implementerade många av dess funktioner i sitt eget spel, Madden.
År 1990 flyttade företaget från Bethesda till Rockville, Maryland.
Företaget är mest känt för sitt nästkommande huvudprojekt, spelserien The Elder Scrolls, med projektledare Julian Lefay. Seriens första kapitel vid namn The Elder Scrolls: Arena släpptes 1994. Sen dess har ett flertal uppföljare släppts. Bethesda började även publicera spel baserade på populära filmvarumärken såsom The Terminator.

### 1994-1999: Företaget växer
År 1995 köpte Bethesda Softworks upp utvecklingsstudion Flashpoint Production och dess grundare, Brent Erickson, blev chef över utvecklingen på MediaTech West, Media Technology:s division på västkusten. Divisionen skapade titlar såsom Golf Magazine: 36 Great Holes Starring Fred Couples, Noctropolis och senare serien Burnout Championship Drag Racing.
Grafikfirman XL Translab köptes upp år 1997. XL flyttade senare in till Bethasda Softworks högkvarter i Rockville. XL Translab hade tidigare arbetat för amerikanska PBS och gjort tv-reklamer för företag i Fortune 500.
Två expansioner till The Elder Scrolls baserad på Daggerfalls kod, Battlespire och  Redguard, släpptes 1997 respektive 1998 men lyckades inte uppnå samma framgång som Daggerfall och Arena. Nedgången i försäljning gällde även för andra titlar än The Elder Scrolls och företaget höll därför på att gå i konkurs.

### 1999-2004: ZeniMax, Christopher Weaver-rättegången
År 1999 skapade Weaver och Robert A. Altman ett nytt moderbolag till Bethesda Softworks vid namn ZeniMax Media. I en intervju med Edge beskrev han företaget som mer av en administrativ nivå i strukturen än ett moderbolag med kontroll över företagets innehav, och förklarade att "ZeniMax och Bethesda är för alla avseenden detsamma. Bethesda har ingen avdelning för bokföring, vi har ingen för finanser, vi har ingen för juridik. Vår finansiella avdelning är ZeniMax, vi fungerar som en enhet."
Bethesda Game Studios, Bethesda Softworks tidigare interna spelstudio, etablerades som ett dotterbolag år 2001 vilket gjorde Bethesda Softworks till ett förlagsvarumärke till ZeniMax Media.
År 2002 var Weaver inte längre anställd av ZeniMax. Han stämde sedan ZeniMax och påstod att han blivit avsatt av sina medarbetare efter att ha gett dem tillgång till sitt varumärke och att de var skyldiga honom 1,2 miljoner dollar i avgångsvederlag. ZeniMax argumenterade mot och avfärdade fallet  med påstående att Weaver hade gått igenom anställdas mejl för att hitta bevis. Avfärdandet överklagades  och fallet fick avgöras i rättegång. Weaver återstod som en större aktieägare i företaget och år 2007 ägde han fortfarande 33% av Zenimax aktier. Hur stor andel av ZeniMax Weaver äger idag är okänt då Providence Equity köpte 25% av aktierna i slutet av 2007 och ytterligare en insats 2010.

### 2004-nutid: Fallout, ökat kapital, förlaget expanderar
År 2004 köpte Behesda Softworks upp rättigheterna till spelserien Fallout från Interplay Productions och utvecklingen av Fallout 3 gavs över till Bethesda Game Studios. Fallout 3 släpptes den 28 oktober 2008. Under det följande året släpptes fem nedladdningsbara expansioner - Operation: Anchorage, The Pitt, Broken Steel, Point Lookout och Mothership Zeta. Ett nytt Fallout-spel utvecklat av Obsidian Entertainment, Fallout: New Vegas, släpptes 2010. Fallout 4 släpptes den 10 november 2015.
Mellan 2007 och 2010 samlade Bethesda 450 miljoner dollar i nytt kapital från Providence Equity Partners för att finansiera företagets expansion. I februari 2008 öppnades en europeisk förlagsgren i London kallat ZeniMax Europe för att distribuera Bethesda Softworks titlar över UK/EMEA området. Detta följt av öppnandet av säten i Tokyo, Frankfurt, Benelux, Hong Kong och Sydney år 2008, 2010, 2012 och 2013 i respektive ordning.
Den 24 juni 2009 köpte Zenimax upp id Software vars titlar skulle utges av Bethesda Softworks, inklusive studions nya spel Rage. Mellan 2009 och 2012 expanderade företaget genom att publicera självständiga utomstående utvecklare såsom Rebellion Developments Rogue Warrior, Artificial Mind och Movements's Wet, och inXiles Hunted: The Demon's Forge.
Efter 2012 har Bethesda Softworks publicerat spel som Dishonored, Wolfenstein: The New Order. The Evil Within och Dishonored 2.
2020 blev Bethesda uppköpta av Microsoft för 66 miljarder kronor.

## Utgivna spel

### 1980-talet och 1990-talet
- Wayne Gretzky Hockey (1988–1990)
- Terminator-serien (1990–1995)
- The Elder Scrolls series (1994–nutid)
- Symbiocom (1998)
- Zero Critical (1998)

### 2000-talet
- IHRA Drag Racing-serien (2000–2006)
- Pirates of the Caribbean-serien (2003–2006)
- Call of Cthulhu: Dark Corners of the Earth (2005)
- Star Trek-serien (2006–2007)
- Fallout-serien (2008–nutid)
- Wet (2009)
- Rogue Warrior (2009)

### 2010-talet
- Doom-serien (2010–nutid)
- Brink (2011)
- Hunted: The Demon's Forge (2011)
- Rage (2011)
- Dishonored-serien (2012–nutid)
- Wolfenstein-serien (2014–nutid)
- The Evil Within (2014-nutid)
- Prey (2017)

### 2020-talet
- Deathloop (2021)
- Ghostwire: Tokyo (2022)
- Hi-Fi Rush (2023)
- Redfall (2023)
- Starfield (2023)
- Indiana Jones and the Great Circle (2024)